# Cuscuta pringlei
Cuscuta pringlei är en vindeväxtart som beskrevs av Truman George Yuncker. Cuscuta pringlei ingår i släktet snärjor, och familjen vindeväxter. Inga underarter finns listade i Catalogue of Life.